# Adelfi de Tui
Adelfi va ser un religiós hispanovisigot, bisbe de Tui aproximadament entre els anys 686 i 693.
Apareix documentat l'11 de maig del 688 en les actes del XV Concili de Toledo, on va signar els decrets conciliars amb la resta de prelats assistents, però en aquest cas les actes no són gaire clares amb l'ordre episcopal i és difícil saber en quin lloc signava la subscripció. Després d'això, va seguir governant la diòcesi almenys fins al 693, que torna a ser convocat al XVI Concili de Toledo, però igualment amb un desordre en l'ordre episcopal. A partir del 693, desapareix la guia que representaven dels concilis per seguir l'ordre episcopal, a causa de la tensa situació que vivia el regne visigot aleshores. Flórez creu que Adelfi va morir abans de la invasió musulmana de la península el 711, però és possible que si la visqués un successor del qual es desconeix el nom. Suposadament, el bisbe i els seus clergues van ser fets presoners, alguns executats i altres venuts com a esclaus.
La pèrdua de Tui va mantenir-se fins al 740, en què Alfons I d'Astúries la recupera, però no la repobla, no hi va tornar a residir un bisbe fins al 915. Els bisbes de Tui es van refugiar al bisbat d'Iria Flavia.